# Стрельцов, Вадим Николаевич
Вади́м Никола́евич Стрельцо́в (бел. Вадзім Мікалаевіч Стральцоў; род. 30 апреля 1986, Могилёв) — белорусский тяжелоатлет, выступающий в весовой категории до 94 кг, чемпион мира 2015 года, серебряный призер Олимпиады (2016), заслуженный мастер спорта Республики Беларусь (2016). Бронзовый призёр чемпионата Европы 2019 года.

## Спортивная карьера
В 2006 году Стрельцов дебютировал на мировом уровне, завоевав золотую медаль чемпионата мира среди юниоров в Гуанчжоу в категории до 85 кг. В 2007 году на чемпионате мира в Чиангмаи в той же категории он завоевал бронзовую медаль. В 2008 году выступил на Олимпиаде в Пекине, но за три попытки не взял заявленный вес в 170 кг.
В 2015 году Вадим выиграл чемпионат мира в Хьюстоне, соревнуясь в категории до 94 кг, а на Олимпиаде в Рио-де-Жанейро в той же категории завоевал серебряную медаль с общим взятым весом в 395 кг.
4 декабря 2019 года IWF официально аннулировала все титулы казахстанского штангиста Владимира Седова с 2008 по 2016 годы и к белорусскому атлету перешла бронзовая медаль чемпионата мира 2014.

## Результаты выступлений
| Год  | Соревнование                 | Место проведения | Весовая категория | Рывок  | Толчок | Сумма двоеборья | Место |
| 2005 | Чемпионат мира среди юниоров | Пусан            | до 85 кг          | 168 кг | 195 кг | 363 кг          | 2     |
| 2006 | Чемпионат мира среди юниоров | Гуанчжоу         | до 85 кг          | 170 кг | 205 кг | 375 кг          | 1     |
| 2006 | Чемпионат мира               | Санто-Доминго    | до 85 кг          | 170 кг | 195 кг | 365 кг          | 5     |
| 2007 | Чемпионат мира               | Чиангмай         | до 85 кг          | 170 кг | 200 кг | 370 кг          | 3     |
| 2008 | Олимпийские игры             | Пекин            | до 85 кг          | —      | —      | —               | DNF   |
| 2010 | Чемпионат мира               | Анталья          | до 94 кг          | 175 кг | 205 кг | 380 кг          | 10    |
| 2011 | Чемпионат мира               | Париж            | до 85 кг          | 163 кг | 196 кг | 359 кг          | 13    |
| 2013 | Чемпионат мира               | Вроцлав          | до 94 кг          | 167 кг | 215 кг | 382 кг          | 6     |
| 2014 | Чемпионат мира               | Алма-Ата         | до 94 кг          | 176 кг | 216 кг | 392 кг          | 3     |
| 2015 | Чемпионат мира               | Хьюстон          | до 94 кг          | 175 кг | 230 кг | 405 кг          | 1     |
| 2016 | Олимпийские игры             | Рио-де-Жанейро   | до 94 кг          | 175 кг | 220 кг | 395 кг          | 2     |

## Политические взгляды
Подписал открытое письмо спортивных деятелей страны, выступающих за действующую власть Беларуси после жестких подавлений народных протестов в 2020 году.